# 妙広寺 (匝瑳市)
妙広寺（みょうこうじ）は、千葉県匝瑳市にある日蓮宗の寺院。

## ギャラリー

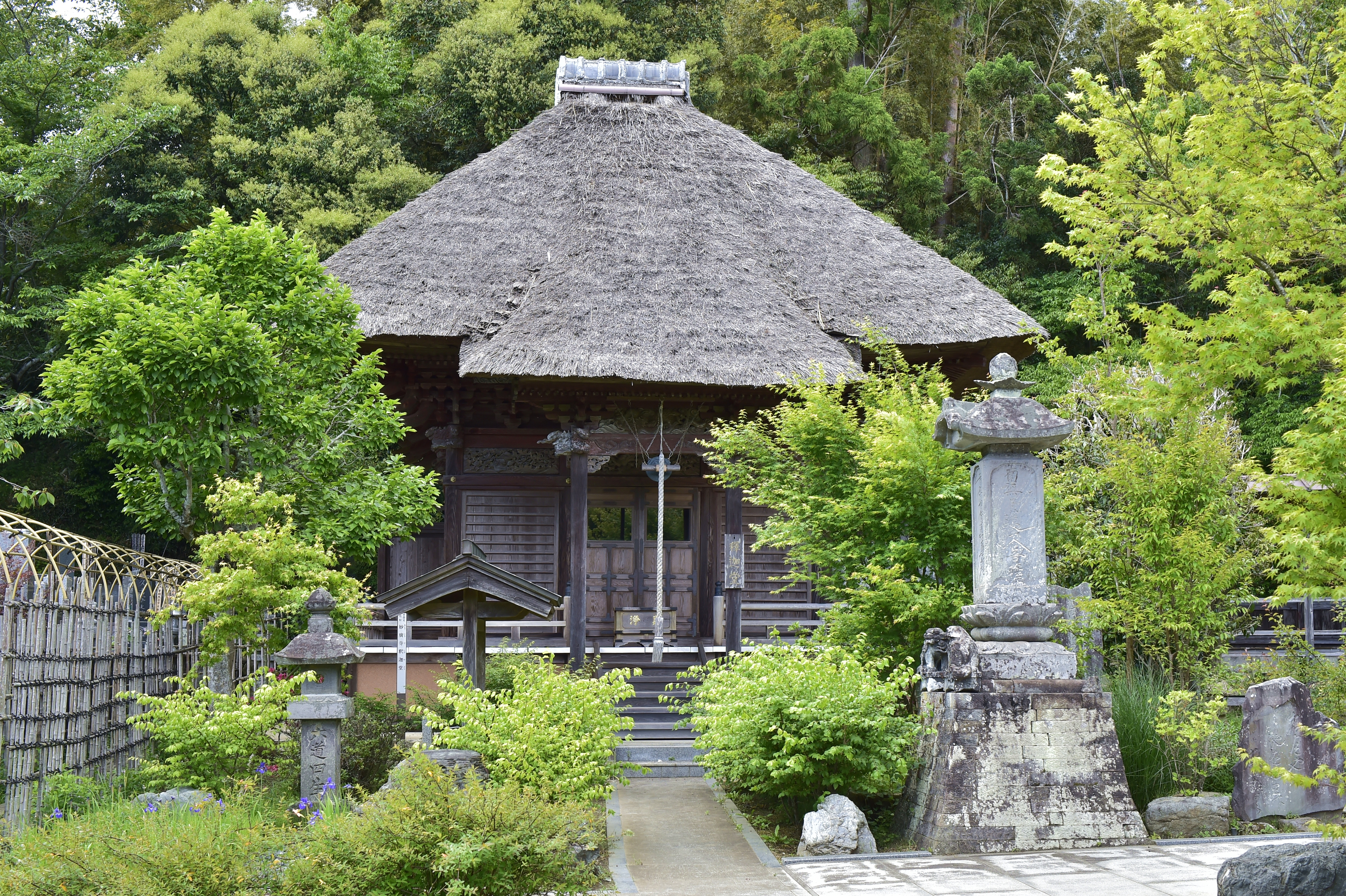
釈迦堂
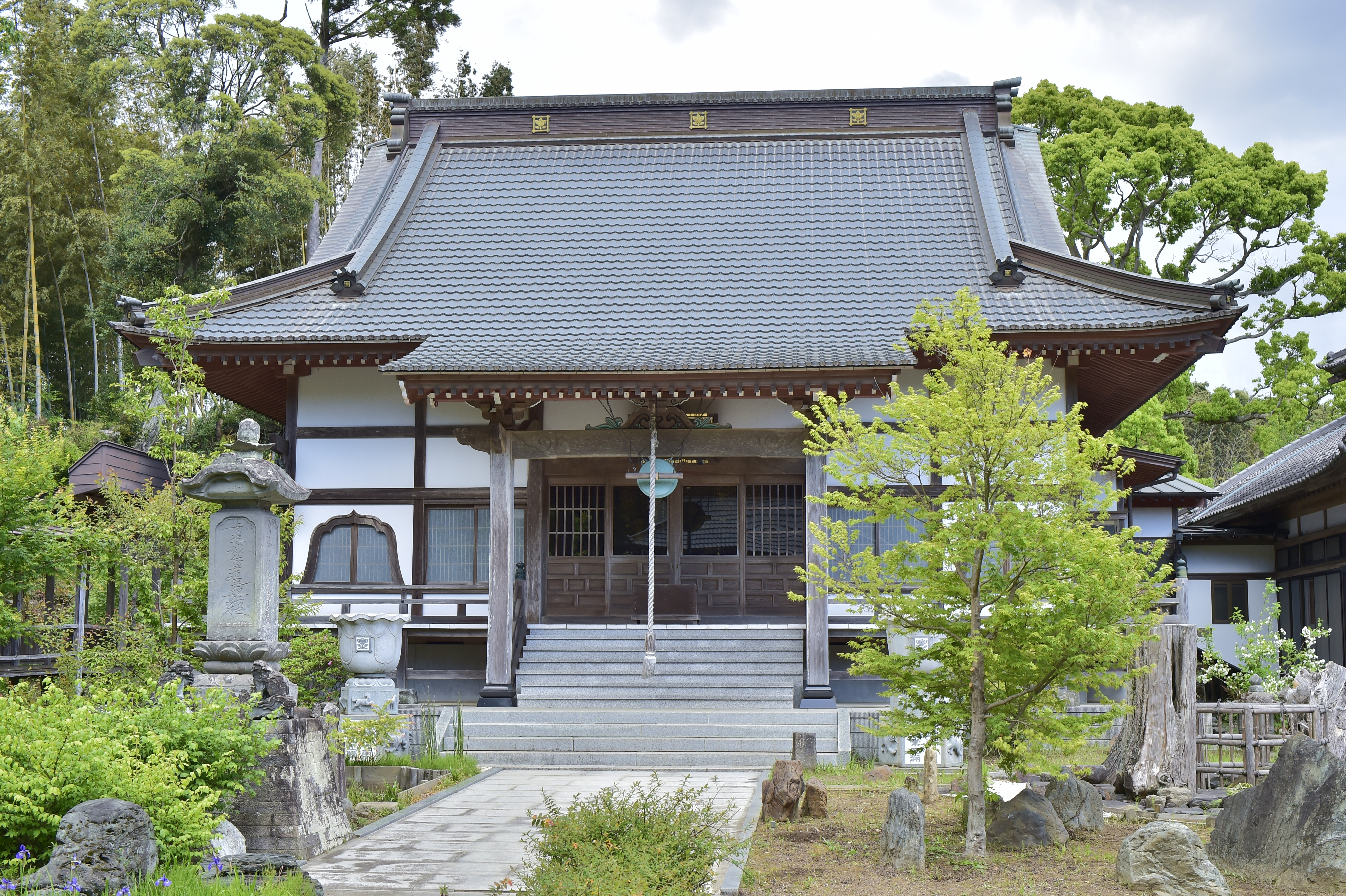
本殿
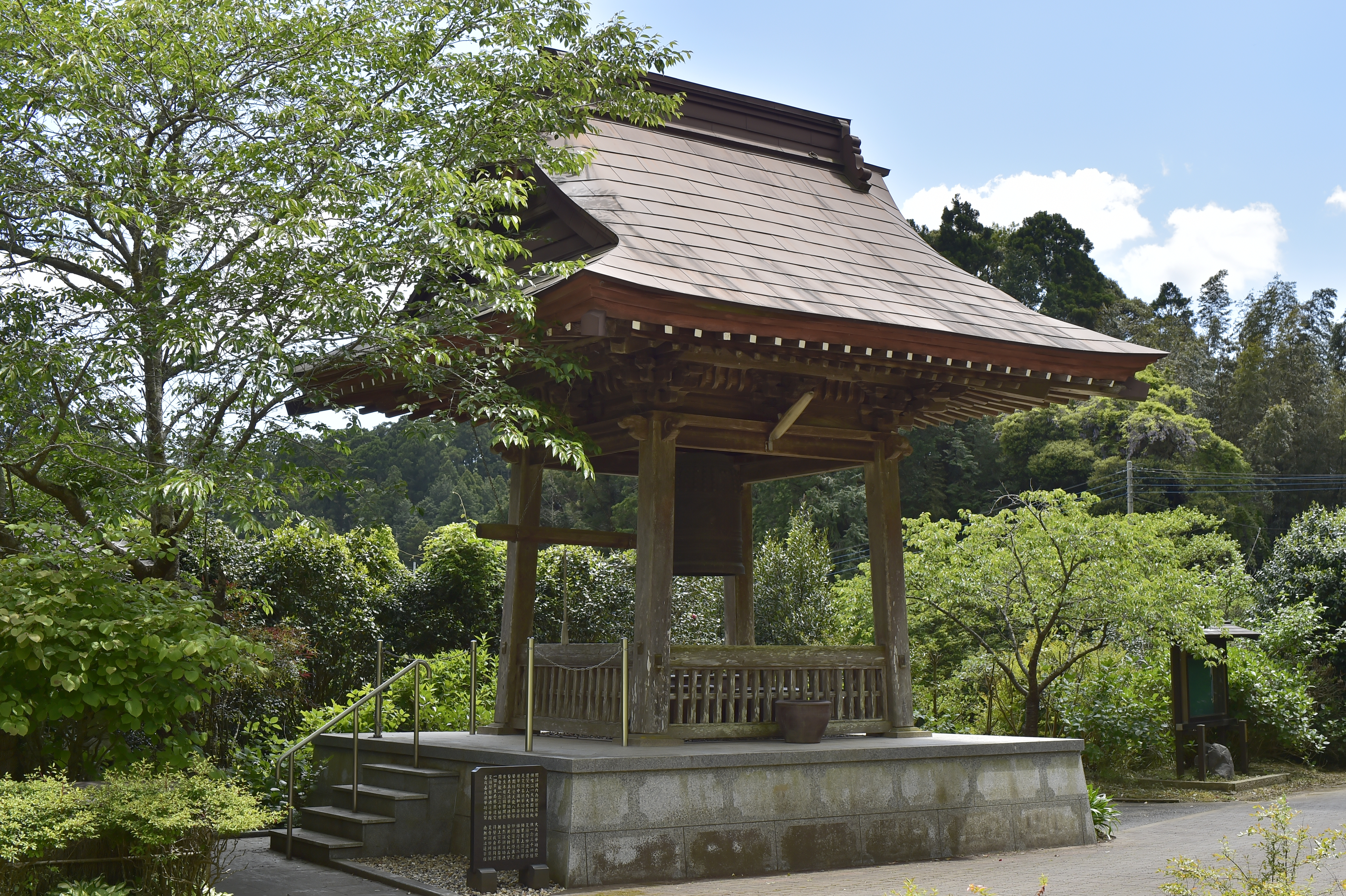
鐘楼